# فیامینیانو
فیامینیانو (به ایتالیایی: Fiamignano) یک کومونه در ایتالیا است که در استان ریتی واقع شده‌است.

## خصوصیات
فیامینیانو ۱۰۰٫۷ کیلومترمربع مساحت و ۱٬۵۶۷ نفر جمعیت دارد و ۹۸۸ متر بالاتر از سطح دریا واقع شده‌است.